# Seznam grških arheologov
Seznam grških arheologov.

## A
- Manolis Andronikos

## E
- Arthur Evans (angl.-grški)

## K
- Eleni Konsolaki

## M
- Spyridon Marinatos
- Lina Mendoni

## S
- Heinrich Schliemann (nem.-grški)